# L'uomo nell'ombra (film 2010)
L'uomo nell'ombra (The Ghost Writer) è un film del 2010 diretto da Roman Polański, tratto dal romanzo Il ghostwriter di Robert Harris, adattato per il cinema dallo stesso autore insieme al regista.
I protagonisti del film sono Ewan McGregor e Pierce Brosnan, e nel cast appaiono, tra gli altri Olivia Williams, Kim Cattrall, Tom Wilkinson, Jim Belushi e Timothy Hutton.
È stato presentato il 12 febbraio 2010 alla 60ª edizione del Festival di Berlino come film in concorso, dove ha vinto l'Orso d'argento per il miglior regista, e nello stesso anno ha ottenuto 6 European Film Awards, tra i quali quelli per la migliore regia e il migliore attore (Ewan McGregor).

## Trama
Dopo la morte in circostanze misteriose di Mike McAra, ghostwriter dell'ex primo ministro del Regno Unito Adam Lang, un altro noto ghostwriter londinese viene assunto per mettere ordine e completare il manoscritto delle sue memorie, in vista dell'imminente pubblicazione; il compenso e la relativa facilità del lavoro lo convincono a ignorare i sospetti sulla morte del suo predecessore e a recarsi subito nella residenza dell'editore sull'isola di Martha's Vineyard, al largo del Massachusetts, dove viene immediatamente informato sulle modalità del lavoro dall'assistente di Lang, Amelia Bly: il manoscritto originale che contiene la prima stesura dell'autobiografia non dovrà mai uscire dalla casa per motivi di sicurezza nazionale ed egli, alloggiato in un albergo, potrà consultarlo solo nelle ore in cui si reca alla residenza.
Dopo avere incontrato l'ex premier e poste le basi per la nuova collaborazione giunge la notizia che questi è stato formalmente incriminato dalla Corte penale internazionale de L'Aja per crimini di guerra, precisamente per avere autorizzato il rapimento di sospetti terroristi per sottoporli alle torture della CIA, accusa avallata da Richard Rycart, ex ministro degli esteri del suo governo. Lang sceglie, su consiglio del suo avvocato Sidney Kroll e a dispetto del parere contrario della moglie Ruth, di non fare ritorno a Londra ma di rimanere negli Stati Uniti, paese che non riconosce l'autorità della Corte.
La pubblicità data all'incriminazione dell'ex Primo ministro ha come conseguenza immediata la richiesta dell'editore John Maddox di terminare il lavoro in due settimane rispetto al mese previsto e l'arrivo sull'isola di un'ondata di giornalisti e contestatori, tra cui un veterano dell'esercito, padre di un soldato ucciso nella guerra in Iraq, che si piazzano davanti alla residenza di Lang e questi due nuovi elementi costringono il ghostwriter a trasferirvisi, nonostante egli, per sua regola, non sia solito stare troppo a contatto con la persona della quale deve scrivere per non farsi influenzare.
Un giorno, togliendo gli effetti personali di McAra dall'armadio, scopre una cartella, fissata con del nastro adesivo sotto un cassetto, contenente alcuni documenti che dimostrano che Lang era iscritto al partito Laburista due anni prima di conoscere sua moglie, conoscenza che invece, secondo la sua biografia, lo avrebbe indotto a entrare in politica, e alcune fotografie che lo ritraggono insieme ad altre persone nel periodo in cui frequentava l'Università di Cambridge. La scoperta lo induce a raccogliere notizie da un abitante del luogo sul ritrovamento del cadavere del predecessore, il quale esclude che il corpo possa essere giunto in quel determinato punto cadendo dal traghetto, e venendo inoltre a conoscenza che l'unica testimone del ritrovamento è caduta dalle scale ed è in coma irreversibile.
Il ghostwriter mette al corrente Ruth, una donna apparentemente nevrotica e insoddisfatta dei comportamenti del marito, delle sue scoperte e dei suoi dubbi sulla morte di McAra e, dopo che la donna è uscita senza dare spiegazioni, egli si corica ma, dopo alcune ore Ruth entra nella sua stanza e passa la notte insieme a lui, concedendoglisi; il mattino dopo egli, ligio alla sua regola di non farsi coinvolgere personalmente, decide di fare ritorno all'hotel utilizzando l'automobile riservata agli ospiti ma, una volta acceso il navigatore satellitare, ascolta un percorso diverso da quello per l'albergo e decide di seguire quello che lui pensa essere stata l'ultima destinazione di McAra, giungendo in un bosco, nella villa del professor Paul Emmett.
Il docente, incuriosito dalla fotografia che egli intende mostrargli, decide di farlo entrare ma si dimostra molto vago in merito al periodo in cui svolgeva il suo dottorato a Cambridge e sui suoi rapporti con Lang, lanciando inoltre una velata minaccia nel momento in cui lo scrittore lascia la sua abitazione e, nel momento in cui questi imbocca la strada si accorge di essere seguito da una macchina con a bordo due persone; temendo per la propria vita, una volta salito sul traghetto per fare ritorno all'isola, sbarca velocemente a piedi, impossibilitato a fare ritorno a Londra a causa della mancanza di voli.
Presa una stanza in un motel di fronte all'imbarco del traghetto egli decide di chiamare l'ex ministro Richard Rycart, il cui numero di telefono era scritto sul retro di una delle fotografie, e i due decidono di incontrarsi e, mentre attende, scopre, facendo una ricerca su internet che Emmett è stato reclutato dalla CIA alla divisione affari esteri e che inoltre è collegato alla Hatherton, un'importante azienda che ha in appalto un grande numero di sistemi per la difesa. Incontratosi con l'ex ministro gli esprime i suoi dubbi, confermati dalle informazioni che questi gli fornisce in merito all'attività politica di Lang, costantemente filo statunitense, e inoltre emerge una verità fino a quel momento sconosciuta ossia che McAra lo aveva informato di una notizia che lo aveva indotto a terminare la collaborazione alla stesura della biografia ma, evitando di parlarne al telefono, gli aveva comunicato che questa si trovava all'inizio del manoscritto; nessuno dei due riesce tuttavia a trovarvi qualcosa di sospetto.

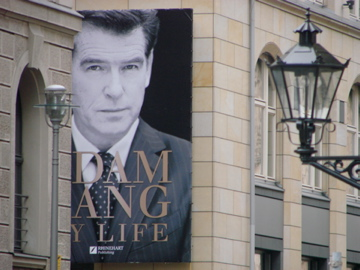
L'edificio della casa editrice Reinhard, nella Charlottenstraße a Berlino.

Mentre i due stanno parlando arriva una telefonata di Lang che si offre di riportarlo sull'isola con il suo jet privato e il ghostwriter, su consiglio di Rycart che ha surrettiziamente registrato la loro conversazione per utilizzarla eventualmente contro Lang, accetta per non destare sospetti e, una volta salito sul jet di proprietà della Hatherton, esprime apertamente i suoi sospetti a proposito dei legami tra l'ex Primo ministro e la CIA ma questi reagisce dapprima divertito e poi alterandosi, nel momento in cui viene a sapere del "tradimento" di McAra. Lang, appena sceso dall'aereo, viene ucciso da un colpo di fucile, sparato dal padre del soldato morto in Iraq che verrà a sua volta ucciso da un agente.
La biografia viene comunque terminata e il giorno della presentazione a Londra, nella quale Ruth tiene un breve discorso in memoria del marito, il ghostwriter si accorge della presenza di Emmett e viene informato da Amelia che questi le ha fatto da tutor all'università e inoltre che il manoscritto era segreto non per ordine di Londra ma degli Stati Uniti a causa, per quanto ella ha sentito, di ciò che era contenuto negli inizi. A quel punto lo scrittore prende il manoscritto che intendeva regalarle e lo esamina, scoprendo, isolando le prime parole degli inizi di ogni capitolo che la moglie di Lang, Ruth, era stata reclutata come agente della CIA dal professor Paul Emmett.
Trascritta la frase in un biglietto il ghostwriter riesce a farlo avere a Ruth, prima di uscire dalla sala dove si tiene il ricevimento portando con sé il manoscritto; la donna, evidentemente turbata, parla in modo concitato con Emmett mentre lo scrittore esce per chiamare un taxi. Questi si appresta ad attraversare la strada, ma viene investito dalla stessa macchina che lo aveva inseguito sull'isola e sino al traghetto. I fogli del romanzo volano via, disperdendosi nel vento.

## Produzione

### Sceneggiatura
Roman Polański era inizialmente intenzionato a trasporre sul grande schermo il romanzo di Robert Harris Pompei. L'annuncio fu dato durante il Festival di Cannes 2007, il film avrebbe dovuto essere un kolossal di 100 milioni di dollari prodotto dalla Summit Entertainment, ma il progetto fu annullato a causa dell'incombente sciopero dei sindacati di attori, registi e sceneggiatori. Successivamente Polański e Harris hanno deciso di adattare per il cinema il romanzo Il ghostwriter, scrivendo assieme la sceneggiatura.

### Cast

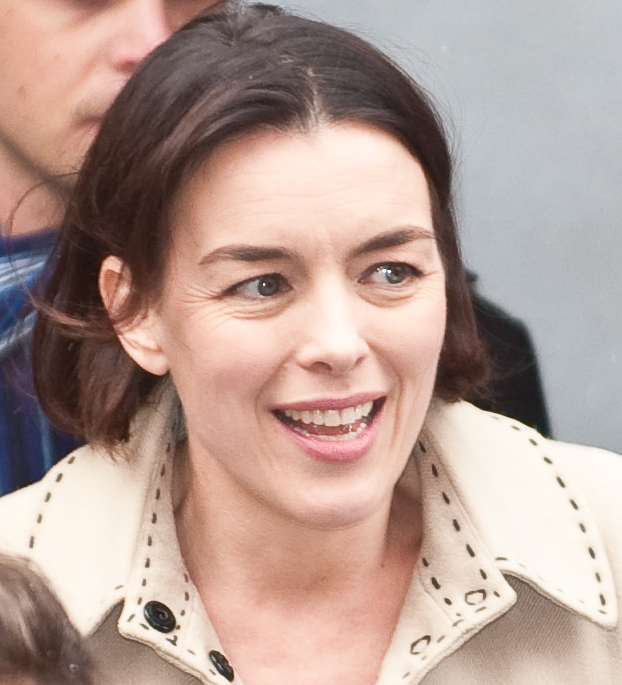
Olivia Williams (Ruth Lang), il 12 febbraio 2010 a Berlino durante la conferenza stampa per la presentazione del film.

- Ewan McGregor: impersona il ghostwriter, un uomo la cui posizione sembra essere costantemente quella di "ombra"; solitario, apparentemente senza vita sociale e poco incline ai rapporti umani, inizierà il suo lavoro con scarsa stima nei confronti dell'ex Primo Ministro ma la progressiva scoperta di alcune verità sul conto delle persone che gravitano intorno a lui, collegate alla misteriosa morte del suo predecessore, lo porteranno a compiere azioni che alla fine lo travolgeranno e ne decreteranno la fine.
- Pierce Brosnan: Adam Lang, politico da copertina, in passato molto apprezzato dalla popolazione ma mai veramente stimato dalla stampa. Vive di rendita da circa dieci anni in attesa di pubblicare la sua autobiografia, continuando a subire critiche per la sua politica filoamericana. Solo dopo la sua morte il ghostwriter sarà l'unico, insieme al predecessore, a capire la reale natura del suo comportamento.
- Olivia Williams: Ruth Lang, moglie di Adam; donna ambiziosa ma frustrata nelle sue aspirazioni dall'ombra gettatale addosso dal marito durante la sua carriera; fu reclutata nella CIA e insieme al professor Paul Emmett è il mandante dell'omicidio di McAra.
- Tom Wilkinson: Paul Emmett, professore universitario, con un passato all'Università di Cambridge dove ha svolto il suo dottorato di ricerca e dove ha conosciuto Lang e la moglie Ruth; agente della CIA e consulente per una azienda produttrice di sistemi di sicurezza, fu lui a reclutare Ruth allo scopo di condizionare le scelte del Governo britannico e, insieme a lei, è mandante dell'omicidio del Ghost Writer McAra, il quale aveva scoperto le loro attività.
- Kim Cattrall: Amelia Bly, assistente di Lang dal momento della fine del suo incarico di Governo; infelicemente sposata, segue l'ex Primo Ministro costantemente, restando sola dopo la sua morte, venendo anche abbandonata dal marito.
- Robert Pugh: Richard Rycart, politico britannico ed ex Ministro degli esteri del Governo di Lang dal quale è stato allontanato per la sua linea contraria all'asservimento agli Stati Uniti; informato delle scoperte del primo ghostwriter, non riuscirà tuttavia a entrare in possesso degli elementi necessari per agire a causa della morte di questi. Contattato dal secondo Ghost Writer, non riuscirà a comprendere la reale natura delle azioni di Lang.
- Timothy Hutton: Sidney Kroll, avvocato di Lang nel territorio degli Stati Uniti.
- Jon Bernthal: Rick Ricardelli, agente del ghostwriter; un pragmatico professionista che, in nome del guadagno, persuaderà il ghostwriter ad accettare l'incarico nonostante la morte del suo predecessore e in seguito, dopo la morte di Lang, a terminare l'autobiografia.
- James Belushi: John Maddox, direttore della casa editrice; cercherà di sfruttare al meglio, ai fini delle vendite, dapprima le accuse nei confronti di Lang e successivamente la sua morte.
- Eli Wallach: un anziano abitante dell'isola che informa il ghostwriter dell'incidente occorso alla donna che ha visto delle persone sul luogo del ritrovamento del corpo del predecessore e sui suoi dubbi inerenti alla sua morte; dubbi che il ghostwriter riporta a Ruth, la quale, dopo avere ricevuto questa notizia, esce dalla residenza durante la notte e non è dato sapere la sua sorte.

### Riprese

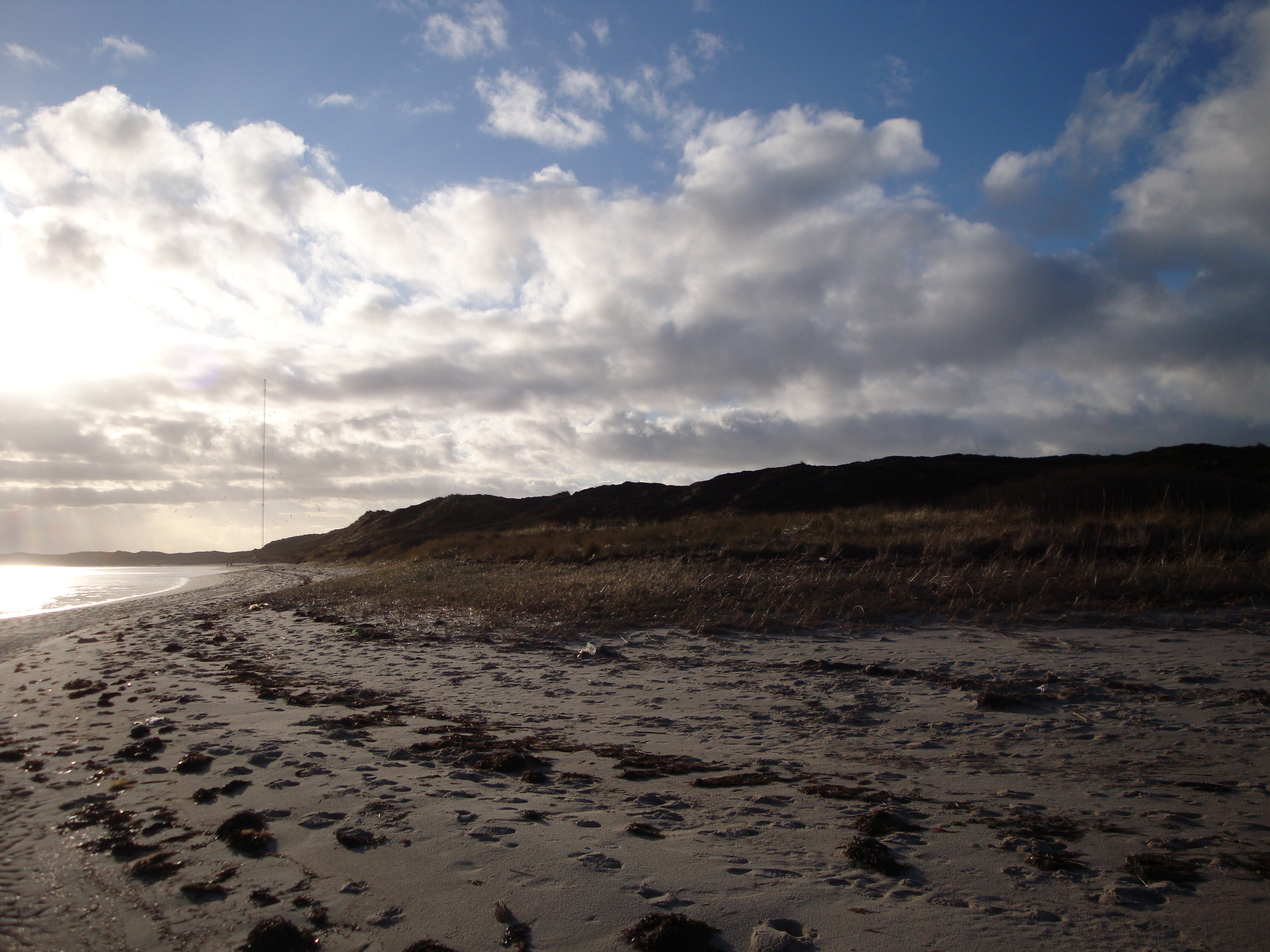
Scorcio di una delle spiagge dell'isola di Sylt, dove sono state girate le scene ambientate nell'isola di Martha's Vineyard.

Inizialmente le riprese sarebbero dovute iniziare nei primi mesi del 2008 con un cast che comprendeva Nicolas Cage, Pierce Brosnan, Tilda Swinton e Kim Cattrall ma vennero posticipate di un anno ed Ewan McGregor e Olivia Williams hanno sostituito Cage e la Swinton; queste ebbero inizio ufficialmente a Berlino il 4 febbraio 2009, con il titolo The Ghost.
Il 26 settembre 2009, dopo la fine delle riprese, Polański è stato arrestato all'aeroporto di Zurigo, e di conseguenza è stata sospesa la post produzione del film. Dopo il suo rilascio il regista è stato messo agli arresti domiciliari, periodo in cui ha potuto continuare e portare a termine la lavorazione del film.

### Location
Le riprese hanno avuto luogo presso lo Studio Babelsberg a Potsdam, a Berlino e nell'isola di Sylt, dove sono ambientate le sequenze di Londra e dell'isola di Martha's Vineyard: l'accesso a questi ultimi due luoghi, in territorio britannico e statunitense, avrebbe comportato per il regista il doversi confrontare con vicende giudiziarie in sospeso.

## Distribuzione
Il 19 febbraio, pochi giorni dopo la presentazione a Berlino, il film è stato distribuito nelle sale statunitensi dalla Summit Entertainment con un numero limitato di copie. In Francia è stato distribuito dalla Pathé il 3 marzo 2010 mentre in Italia è stato distribuito nelle sale dalla 01 Distribution il 9 aprile dello stesso anno.

### Data di uscita
- Germania, Der Ghostwriter, 12 febbraio 2010
- Svizzera tedesca, Der Ghostwriter, 18 febbraio 2010
- Stati Uniti, The Ghost Writer, 19 febbraio 2010
- Polonia, Autor widmo, 19 febbraio 2010
- Svizzera italiana, L'uomo nell'ombra, 19 febbraio 2010
- Francia, The Ghost Writer, 3 marzo 2010
- Belgio, The Ghost Writer, 3 marzo 2010
- Canada, The Ghost Writer, 5 marzo 2010
- Svizzera francese, The Ghost Writer, 17 marzo 2010
- Italia, L'uomo nell'ombra, 9 aprile 2010
- Svezia, The Ghost Writer, 16 aprile 2010
- Paesi Bassi, The Ghost Writer, 20 maggio 2010

## Accoglienza

### Incassi
Il film ha incassato ai botteghini dei cinema 15,5 milioni di dollari negli Stati Uniti e quasi 50 milioni di dollari nel resto del mondo, per un totale di 65,5 milioni di dollari, a fronte di un budget di produzione di 45 milioni di dollari. Nel mercato dei video DVD e Blu-Ray, invece, ha incassato quasi 5 milioni di dollari negli Stati Uniti.

### Critica
Il film ottiene 84% delle recensioni professionali positive sul sito Rotten Tomatoes, con un punteggio medio di 7,4 su 10 (basato su 201 critiche); sul portale Metacritic ottiene un punteggio di 77 su 100 (basato su 35 critiche); sul database di informazioni sul cinema IMDb ottiene un punteggio medio di 7,2 su 10 (basato su 146.403 voti).

## Riconoscimenti
- 2011 - Premio César
  - Miglior regia a Roman Polanski
  - Miglior adattamento a Roman Polanski e Robert Harris
  - Miglior montaggio a Hervé de Luze
  - Miglior musica a Alexandre Desplat
  - Nomination Miglior film a Alain Sarde, Roman Polanski e Robert Benmussa
  - Nomination Migliore fotografia a Pawel Edelman
  - Nomination Migliore scenografia a Albrecht Konrad
  - Nomination Miglior sonoro a Jean-Marie Blondel, Thomas Desjonquères e Dean Humphreys
- 2011 - Empire Awards
  - Nomination Miglior attrice a Olivia Williams
- 2010 - European Film Awards
  - Miglior film a Roman Polanski
  - Miglior regia a Roman Polanski
  - Miglior attore protagonista a Ewan McGregor
  - Miglior sceneggiatura a Robert Harris e Roman Polański
  - Miglior scenografia a Albrecht Konrad
  - Miglior colonna sonora a Alexandre Desplat
  - Nomination Premio del pubblico a Roman Polański
  - Nomination Miglior montaggio a Hervé de Luze
- 2011 - Premio Goya
  - Nomination Miglior film europeo a Roman Polański
- 2011 - Premio Lumière
  - Miglior regia a Roman Polański
  - Migliore sceneggiatura a Robert Harris e Roman Polański
  - Nomination Miglior film
- 2010 - National Board of Review Awards
  - Migliori film indipendenti
- 2010 - Satellite Award
  - Nomination Miglior film drammatico
  - Nomination Miglior regia a Roman Polański
  - Nomination Miglior attore non protagonista a Pierce Brosnan
  - Nomination Miglior sceneggiatura non originale a Robert Harris e Roman Polański
- 2010 - Festival internazionale del cinema di Berlino
  - Orso d'argento per il miglior regista a Roman Polański
  - Nomination Orso d'oro a Roman Polański
- 2010 - Globo d'oro
  - Miglior film europeo a Roman Polanski
  - Miglior distribuzione
- 2010 - Nastro d'argento
  - Nomination Regista del miglior film europeo a Roman Polański
- 2010 - Phoenix Film Critics Society Awards
  - Nomination Miglior colonna sonora originale a Alexandre Desplat
- 2011 - Central Ohio Film Critics Association Awards
  - Nomination Miglior film
- 2011 - Evening Standard British Film Awards
  - Nomination Miglior attore a Ewan McGregor
  - Nomination Miglior attrice a Olivia Williams
  - Nomination Miglior sceneggiatura a Robert Harris
- 2011 - Irish Film and Television Award
  - Miglior attore non protagonista a Pierce Brosnan
- 2011 - London Critics Circle Film Awards
  - Attrice britannica non protagonista dell'anno a Olivia Williams
  - Nomination Attore britannico non protagonista dell'anno a Pierce Brosnan
- 2010 - Los Angeles Film Critics Association Awards
  - Miglior colonna sonora a Alexandre Desplat
  - Nomination Miglior attrice non protagonista a Olivia Williams
- 2010 - FIPRESCI
  - Grand Prix
- 2011 - National Society of Film Critics Awards
  - Miglior attrice non protagonista a Olivia Williams
  - Nomination Miglior regia a Roman Polanski
  - Nomination Miglior sceneggiatura a Robert Harris e Roman Polanski
- 2011 - Argentinean Film Critics Association Awards
  - Nomination Miglior film straniero non spagnolo a Roman Polanski
- 2010 - Awards Circuit Community Awards
  - Menzioni onorevoli
- 2011 - Chlotrudis Awards
  - Nomination Miglior sceneggiatura non originale a Roman Polański e Robert Harris
- 2011 - CinEuphoria Awards
  - Migliori dieci film a Roman Polański
- 2011 - Premio Gaudí
  - Nomination Miglior film europeo a Roman Polański
- 2011 - International Cinephile Society Awards
  - Miglior attrice non protagonista a Olivia Williams
  - Nomination Miglior sceneggiatura non originale a Robert Harris e Roman Polański
  - Nomination Miglior colonna sonora a Alexandre Desplat
  - Nomination Miglior scenografia a Albrecht Konrad
- 2010 - International Film Music Critics Award
  - Compositore dell'anno a Alexandre Desplat
  - Miglior colonna sonora in un film d'azione/di avventura/thriller a Alexandre Desplat
  - Nomination Colonna sonora dell'anno a Alexandre Desplat
  - Nomination Competizione musicale dell'anno a Alexandre Desplat
- 2011 - Italian Online Movie Awards
  - Nomination Miglior film a Roman Polański
  - Nomination Miglior regia a Roman Polański
  - Nomination Miglior sceneggiatura non originale a Roman Polański e Robert Harris
- 2012 - Kinema Junpo Awards
  - Miglior film straniero
- 2010 - New York Film Critics
  - Migliori film
- 2011 - Online Film & Television Association
  - Nomination Miglior regia a Roman Polański
  - Nomination Miglior attrice non protagonista a Olivia Williams
  - Nomination Miglior sceneggiatura non originale a Roman Polański e Robert Harris
  - Nomination Miglior colonna sonora originale a Alexandre Desplat
- 2011 - Polish Film Awards
  - Miglior film europeo
- 2011 - USC Scripter Award
  - Nomination Miglior sceneggiatura a Robert Harris e Roman Polański
- 2010 - Village Voice Film Poll
  - Nomination Miglior film
  - Nomination Miglior regia a Roman Polański
  - Nomination Miglior attore non protagonista a Pierce Brosnan
  - Nomination Miglior attrice non protagonista a Olivia Williams
  - Nomination Miglior sceneggiatura non originale a Roman Polański e Robert Harris
- 2010 - Women Film Critics Circle Awards
  - Hall of Shame
- 2010 - World Soundtrack Awards
  - Compositore dell'anno a Alexandre Desplat
- 2011 - Étoiles d'Or
  - Miglior regia a Roman Polański
  - Miglior colonna sonora a Alexandre Desplat

## Allusioni a Tony Blair

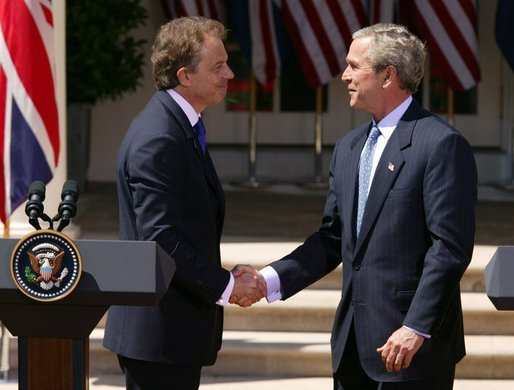
Il Primo ministro del Regno Unito Tony Blair, insieme al Presidente degli Stati Uniti George W. Bush, alla Casa Bianca nel 2004.

Così come nel romanzo, il personaggio di Adam Lang è un'allusione a Tony Blair.
La BBC fece notare, in primo luogo, che il personaggio fa riferimento all'ex primo ministro inglese tramite i riferimenti alla guerra in Iraq, alla guerra al terrorismo e alla forte politica di alleanza con gli Stati Uniti; contestualmente sottolineò che il crimine di cui è accusato Lang, ossia la consegna di cittadini britannici accusati di terrorismo alla CIA, con la probabile consapevolezza della loro sottoposizione a tortura, e che ha portato uno di essi alla morte, non rientrerebbe nella casistica dei crimini contro l'umanità per la Corte Penale Internazionale, se tali operazioni, sebbene illegali, non si siano svolte su larga scala.
In secondo luogo, gli attori che interpretano l'ex Ministro degli Esteri inglese e il Segretario di Stato USA assomigliano notevolmente ai loro omologhi nella vita reale, Robin Cook e Condoleezza Rice. Lo stesso Robin Cook ha avuto forti divergenze con Tony Blair in tema di guerra in Iraq e guerra al terrorismo, che portarono alle sue dimissioni dal governo.